# Genetischer Fingerabdruck
Als genetischer Fingerabdruck wird ein DNA-Profil eines Individuums bezeichnet, das für dieses in hohem Maße charakteristisch ist. Die DNA wird aus Zellen gewonnen, die aus Gewebeteilen oder Sekreten, zum Beispiel Sperma, Hautzellen oder Speichel stammen. Das Verfahren wird in der Molekularbiologie auch als Genetic Fingerprinting oder DNA Fingerprinting bezeichnet.
Alec John Jeffreys war 1984 durch Zufall auf das Verfahren gestoßen. In der Bundesrepublik wurde es erstmals 1988 als Beweis in einem Strafprozess vor Gericht anerkannt.
Das heutzutage in der Forensik angewandte Verfahren geht auf die Entwicklungen von Diethard Tautz zurück.

## Methoden
Für den genetischen Fingerabdruck werden derzeit zwischen 8 und 15 Abschnitte aus der DNA mit Hilfe der PCR-Methode vervielfältigt. Bei dieser Methode werden nur nicht-codierende Bereiche der DNA untersucht. Diese Bereiche werden repetitive DNA genannt und können in hochrepetitive und mittelrepetitive DNA unterteilt werden.
Während es sich bei hochrepetitiver DNA um Satelliten-DNA handelt, unterteilt man die mittelrepetitive DNA nochmals in die Untergruppen Tandemwiederholungen (Mikrosatelliten z. B. Dinucleotide und Minisatelliten z. B. VNTRs) und verstreute Retrotransposons (SINES z. B. Alu und LINES z. B. L1). Bei den Tandemwiederholungen Minisatelliten VNTR (variable number of tandem repeats) oder STRs (Short tandem repeats) handelt es sich um tandemartige Wiederholungen einer bestimmten Sequenz (Repeats), die im Genom aller Säugetiere vorkommen, z. B. Wiederholungssequenzen wie ATATAT... oder TACTAC... Variabel ist dabei die Anzahl der Wiederholungen. Diese Anzahl wird bei dem genetischen Fingerabdruck untersucht. Je nach Anzahl der Wiederholungen hat der vervielfältigte Abschnitt also eine bestimmte Länge, die sich etwa über eine Gel-Elektrophorese im Agarosegel als einzelne Bande darstellen lässt.
Ist ein Mensch an einem Genort heterozygot (besitzt also beispielsweise ein Allel mit zehn Wiederholungen und eines mit 15), so entstehen zwei Banden unterschiedlicher Länge. Es handelt sich hierbei also nicht um eine Sequenzierung, sondern um eine reine Fragmentlängen-Analyse (ähnlich wie RFLP).
Bei den VNTRs ist der repetitive Anteil länger (10 bis 150 Basenpaare) als bei den STR (2 bis 7 Basenpaare). Das gesamte Tandem Repeat ist bei VNTRs nicht länger als 100 bis 15000 bp und bei STRs 100 bis 400 bp lang.
Die Wahrscheinlichkeit, dass zwei Individuen an einem VNTR oder einem STR-Locus eine unterschiedliche Anzahl von Wiederholungen haben, ist sehr hoch. Wenn mehrere dieser Regionen untersucht werden, ergibt sich somit ein Bandenprofil, das mit einer bestimmten Häufigkeit in der Gesamtpopulation vertreten ist. Hierüber kann dann eine statistische Aussage getroffen werden, wie viele Menschen untersucht werden müssen, um zufällig einen zu treffen, der genau dieses Muster aufweist. Bei den oben genannten 8 bis 15 untersuchten VNTR-Systemen liegt diese Zahl häufig in einem Bereich von mehreren Milliarden.
Die gewonnenen Informationen werden in ein mathematisches Modell umgewandelt, das sich digital verarbeiten und somit automatisiert vergleichen lässt.
Im Gegensatz zu anderen DNA-Analysen, bei denen mittels Sequenzierungen Gene aus den codierenden Bereichen der DNA untersucht werden, die durchaus Rückschlüsse etwa auf eventuelle Krankheiten des Individuums zulassen, lassen sich aus dem Zahlencode der Fragmentlängen-Analyse so gut wie keine Eigenschaften des Individuums ableiten. Über einen zusätzlichen Locus wird allerdings das Geschlecht bestimmt. Bestimmte Abweichungen in der Anzahl der Chromosomen, wie die dem Down-Syndrom zugrundeliegenden, werden ebenfalls offenbart.
Eine weitere Methode ist die RFLP: Hier wird die DNA mit Hilfe von Restriktionsenzymen geschnitten. Diese Restriktionsenzyme erkennen spezifische Abschnitte in der DNA. Je nachdem, wie oft ein solcher Abschnitt in einem Chromosom vorhanden ist, ergeben sich unterschiedlich viele und unterschiedlich lange DNA-Fragmente. Diese können anschließend wiederum durch Gelelektrophorese usw. sichtbar gemacht werden.
Weitere Methoden sind die DGGE bzw. TGGE, die Phospholipid-Analyse, die Polymerase-Kettenreaktion (teilweise mit DNA-Sequenzierung), das RAPD, die STR-Analyse, die SSCP-Analyse oder auch Weiterentwicklungen der RFLP wie AFLP, T-RFLP, ARISA, ARDRA.

## Rechtslage in Deutschland

### Allgemein
Ein genetischer Fingerabdruck gegen den Willen der betroffenen Person darf in Deutschland nur auf richterlichen Beschluss hin genommen werden. Hierbei sind zwei unterschiedliche Ansätze möglich:
- Die Untersuchung von Spurenmaterial und Körperzellen des Beschuldigten im Rahmen der Untersuchungen einer konkreten Straftat (§ 81a StPO in Verbindung mit § 81e StPO).
- Die DNA-Analyse zum Zwecke der Identitätsfeststellung in künftigen Strafverfahren (§ 81g StPO).

Letztere Untersuchung darf der Richter nur dann anordnen, wenn die Voraussetzung einer Straftat von erheblicher Bedeutung im Sinne des StGB gegeben ist, bei deren Wiederholung ein genetischer Fingerabdruck zur Ermittlung des Täters hilfreich sein kann (Grundsätzlich ist die richterliche Anordnung auch bei Volksverhetzung oder Betrug möglich).
Die Untersuchung erfolgt, wenn Grund zu der Annahme besteht, dass gegen den Beschuldigten auch künftig Strafverfahren zu führen sein werden. Das Gericht muss generell für einen solchen Beschluss den Einzelfall umfangreich und gründlich prüfen und das Recht auf informationelle Selbstbestimmung (Art. 2 Abs. 1 GG) berücksichtigen. Dies muss auch aus der Begründung hervorgehen. Hohe Anforderungen an die Begründung sind insbesondere zu stellen, wenn gleichzeitig eine Freiheitsstrafe zur Bewährung ausgesetzt wird, weil für diese Strafaussetzung eine günstige Prognose getroffen werden muss.
Die Zellen für den genetischen Fingerabdruck dürfen nach Anordnung der Untersuchung durch einen Arzt (§ 81a Absatz 1 Satz 2 StPO) entnommen werden.
Bei strafrechtlichen Ermittlungen werden (üblicherweise staatliche) Laboratorien damit beauftragt, aus DNA-Proben die für die Identifizierung wichtigen Teile herauszufiltern und der DNA-Datenbank des BKA zur Verfügung zu stellen, die dann unbekannte DNA-Profile (etwa von Tatortspuren oder unbekannten Leichen) mit gespeicherten DNA-Profilen von bekannten Personen vergleicht. Die bekannten Profile stammen von Straftätern, bei denen man durch Mundhöhlenabstrich (freiwillig) oder Hautabrieb (wenn die Person ein Eindringen in eine Körperöffnung verweigert) eine biologische Probe abgenommen hat.
In Deutschland erhalten die beauftragten Laboratorien aus datenschutzrechtlichen Gründen keine Personendaten, Proben (Spuren) erhalten lediglich eine eindeutige Kennzeichnung. Durch diese Trennung ist es nur den Ermittlungsbehörden möglich, einen kausalen Zusammenhang zwischen Untersuchungsergebnissen und Personen herzustellen. Im Rahmen von Ermittlungen können auch Personen zur freiwilligen Abgabe eines genetischen Fingerabdrucks aufgefordert werden, um den Verdacht gegen Unschuldige auszuschließen.

### Rechtlicher Vergleich zwischen klassischem und genetischem Fingerabdruck
Voraussetzung für die Abnahme des klassischen Fingerabdrucks und des genetischen Fingerabdrucks ist die Begehung einer Straftat nach dem StGB.
- Die Abnahme eines genetischen Fingerabdrucks kann nur bei schweren Straftaten durch richterlichen Beschluss erlaubt werden (§ 81g Abs. 1 Nr. 1 und 2, Abs. 3 Satz 1 in Verbindung mit § 81f Abs. 1, S. 1 Strafprozessordnung).
- Der klassische Fingerabdruck wird durch die Polizei vorgenommen, wenn diese der Ansicht ist, dass es sich um eine Straftat handelt und der Fingerabdruck im Rahmen der Ermittlungen als Beweis dienen kann.

### Rechtliche Gleichsetzung des genetischen mit dem klassischen Fingerabdruck
Im Zusammenhang mit der Ermordung des Modemachers Rudolph Moshammer wurde in Deutschland eine Ausweitung der Anwendungsmöglichkeiten des genetischen Fingerabdrucks diskutiert. Ein Gesetzantrag mehrerer Bundesländer, der am 18. Februar 2005 in den Bundesrat eingebracht worden war, sah unter anderem die Aufhebung des Richtervorbehalts und die Ausweitung des Straftatenkatalogs vor.
Datenschützer und Bürgerrechtsorganisationen sprachen sich gegen die Gesetzesänderung aus. Die Konferenz der Datenschutzbeauftragten des Bundes und der Länder hält die von den Bundesländern angestrebte Gleichsetzung von klassischem und genetischem Fingerabdruck für bedenklich. 

## Interpretation und Probleme
Das Ergebnis eines DNA-Tests, eines Fingerabdrucks oder einer sonstigen Spur kann alleine nicht über Schuld oder Nichtschuld eines Verdächtigen entscheiden. Es gibt Fälle, in denen die DNA unbeteiligter Personen auf der Leiche eines Mordopfers gefunden wurde, obwohl die zugeordnete Person weder am Tatort war, noch den Körper des Verstorbenen berührt hatte. Ein positiver DNA-Nachweis kann auch durch DNA-Übertragung zu Stande kommen und beweist in diesem Fall noch nicht einmal, dass sich eine bestimmte Person an einem Ort aufhielt, oder Kontakt zu einer Person hatte, auf der die Spur gefunden wurde. 
Der obdachlose Alkoholiker Lukis Anderson wurde unter Mordverdacht festgenommen, nachdem seine DNA nach einem Raubmord in Silicon Valley (2012) unter dem Fingernagel eines Ermordeten gefunden wurde. Die Polizei war überzeugt, dass er an der Tat beteiligt gewesen sein musste und der Mann wäre mit hoher Wahrscheinlichkeit verurteilt worden, wenn sein Alibi die Polizei nicht dazu gezwungen hätte den Fall genauer zu überprüfen. Tatsächlich war er alkoholisiert in einem Geschäft zusammengebrochen, woraufhin der Besitzer des Geschäftes die Polizei gerufen hatte, die Anderson von einem Rettungswagen abholen ließ. Er hatte nicht nur die gesamte Nacht nachweislich im Krankenhaus verbracht, sondern war selbst nie am Tatort gewesen. Schließlich konnte ermittelt werden, dass seine DNA durch die Sanitäter auf das Mordopfer übertragen worden war. Winzige Hautpartikel von Anderson waren an dem Pulsoxymeter (einem Fingerclip zur Überprüfung der Sauerstoffsättigung im Blut) haften geblieben, als er vom Rettungsdienst untersucht und in die Notaufnahme gebracht wurde. Dieselben Sanitäter hatten das gleiche Gerät in derselben Nacht verwendet, um den Tod des Überfallsopfers festzustellen und dabei Spuren von Anderson auf den Finger des Opfers übertragen.
Andererseits ist es mittlerweile auch möglich zeitversetzt Verbrechen aufzuklären, wenn beim Opfer eindeutige Spuren sichergestellt werden konnten (wie beispielsweise Körperflüssigkeiten). Zum Beispiel wurden zehn Jahre nach dem Mord an der 18-jährigen Brigitte Didier (1990) Spermaspuren ausgewertet, die einem Schweizer zugeordnet werden konnten. Der Täter, der zum Zeitpunkt der DNA-Analyse bereits wegen eines später begangenen Mordes inhaftiert war, wurde 2005 zu lebenslanger Haft mit anschließender Sicherheitsverwahrung verurteilt.
Auch wenn DNA-Spuren die Aufklärung sehr lange zurück liegender Straftaten ermöglichen, bemängelt Martin Killias, dass Jahrzehnte nach der Tat kaum noch die Möglichkeit bestehe, einen Angeklagten auf angemessene Weise zu verteidigen. Zum einen können Unschuldige und Täter durch erfolgreiche Verdrängung eine Tatbeteiligung entweder glaubwürdig abstreiten, oder sich überzeugend dazu bekennen, wenn ihnen dies lange genug suggeriert wurde. Darüber hinaus ist es sehr schwierig, nach Jahrzehnten ein Alibi zu bestätigen, beziehungsweise ein solches zu überprüfen.
Selbst mit einer Trefferquote von 99,999 % erfüllen in Europa statistisch gesehen noch über 7000 weitere Menschen das analysierte DNA-Merkmal. So muss die Möglichkeit, dass eine dieser anderen Personen als Täter in Frage kommt, mittels weiterer Beweise und Indizien ausgeschlossen werden.

## Fehler
Als falsch-positives Ergebnis wurde unter anderem auch der Fall eines 28-jährigen Arbeiters bekannt, der ein halbes Jahr unschuldig wegen Mordes in Haft saß. Das Berliner Humboldt-Institut hatte bei der Analyse die Proben verunreinigt; der Staatsanwalt entschuldigte sich schriftlich.
Die Fehlerquote der regelmäßig im GEDNAP-Ringversuch untersuchten genetischen Fingerabdrücke (STR) lag in den Jahren von 1998 bis 2002 bei 0,4 bis 0,7 %. Dabei waren die häufigsten Fehlerquellen ein Vertauschen von Proben und ein falsches Übertragen von Ergebnissen. Wenn die zu erwartende Fehlerquote bei der Präsentation der Ergebnisse des genetischen Fingerabdrucks vor Gericht mit berücksichtigt wird, kann das die Wahrscheinlichkeit für den Schuldspruch eines Verdächtigen erheblich senken. Regelmäßig sind strafprozessuale Maßnahmen aufgrund eines DNA-Treffers nur nach genauer Prüfung erlaubt. Die Verifizierung der ersten Probe durch eine zweite ist vorgeschrieben.
Ein Beispiel für Fehlerquellen durch unsachgemäße Handhabung von Proben und Geräten ist auch das Heilbronner Phantom: Mehrere sehr unterschiedliche Verbrechen wurden fälschlicherweise derselben Täterin zugeordnet, da Probenahmestäbchen mit der DNA einer Mitarbeiterin des Herstellers verunreinigt waren.
Bei Patienten mit einer Knochenmarkstransplantation findet sich bei Blutuntersuchungen in der Regel der genetische Fingerabdruck des Spenders, in seltenen Fällen auch eine gemischte Chimäre. Bei einem Mundschleimhautabstrich findet sich in der Regel eine gemischte Chimäre, während in den Haarwurzeln die ursprüngliche genetische Information erhalten bleibt.
Eineiige Zwillinge haben mit Ausnahme der V(D)J-Regionen in den T- und B-Lymphozyten des Immunsystems identische DNA. Bei einem „positiven“ Ergebnis kann deshalb die Tatortspur durchaus auch vom nicht getesteten Zwilling stammen, wenn der genetische Fingerabdruck die genannten Regionen nicht miteinschließt.
Im März 2009 musste ein Zwillingspaar freigelassen werden, das im Verdacht steht, am 25. Januar 2009 in das Kaufhaus des Westens eingebrochen zu sein und eine Beute mit einem Wert in Millionenhöhe gemacht zu haben. Die Analyse von Spuren an einem am Tatort gefundenen Handschuh ergab eine Übereinstimmung mit der DNA beider Zwillinge. Obwohl feststeht, dass mindestens einer der beiden am Tatort war, konnte keinem der beiden eine Tatbeteiligung nachgewiesen werden, da die Spur vom jeweils anderen stammen könnte.